# Marko Ivanović
Marko Ivanović (en serbio: Марко Ивановић; 15 de marzo de 2002) es un deportista serbio que compite en tiro, en la modalidad de rifle. Ganó una medalla de bronce en el Campeonato Europeo de Tiro de 2025, en la prueba de rifle 3 posiciones 50 m.

## Palmarés internacional
| Campeonato Europeo | Campeonato Europeo    | Campeonato Europeo | Campeonato Europeo      |
| Año                | Lugar                 | Medalla            | Prueba                  |
| ------------------ | --------------------- | ------------------ | ----------------------- |
| 2025               | Châteauroux (Francia) | Medalla de bronce  | Rifle 3 posiciones 50 m |